# Маклейн, Джеймс
Джеймс Макле́йн (англ. James McLane; 30 сентября 1930, Питсбург, Пенсильвания — 30 декабря 2020, Ипсуич, Массачусетс) — американский пловец, трёхкратный Олимпийский чемпион.

## Биография
Родился 30 сентября 1930 года в Питсбурге. Воспитывался матерью, без отца в Акроне, Огайо, обучался в академии Филлипса в Андовере. Затем поступил в Йельский университет, где выступал в составе команды по плаванию. Во время Корейской войны служил в Нью-Йорке в американской разведке.

## Спортивная карьера
Во время учёбы в академии Филлипса Джеймс установил национальные рекорды для школ на дистанциях 220 и 440 ярдов вольным стилем. Затем, во время учёбы в Йельском университете, помог команде «Yale Bulldogs swimming and diving» дважды выиграть чемпионат Национальной ассоциации студенческого спорта. Был отобран в состав сборной США на летнюю Олимпиаду 1948 года в Лондоне.
В возрасте 17 лет стал олимпийским чемпионом, завоевав свою первую золотую медаль в эстафете 4×200 м вольным стилем вместе с Уоллесом Волфом, Уолтером Рисом и Уильямом Смитом. В этом заплыве американская четвёрка установила новый мировой рекорд. На следующий день выиграл серебро на дистанции 400 м вольным стилем. А ещё тремя днями позже выиграл вторую золотую медаль на дистанции 1500 м вольным стилем, опередив пришедшего вторым австралийца Джона Маршалла почти на 13 секунд.
Четыре года спустя, на Олимпийских играх 1952 года в Хельсинки Джеймс завоевал еще одну золотую медаль в эстафете 4×200 м вольным стилем, на этот раз вместе с Уильямом Вулси, Уэйном Муром и Фордом Конно с новым олимпийским рекордом. В индивидуальных соревнованиях на этот раз он выступил не так успешно — был четвёртым на дистанции 1500 м вольным стилем и лишь седьмым на дистанции 400 м вольным стилем.
В 1955 году Джеймс принял участие во 2-х Панамериканских играх, где завоевал три золотые медали — на дистанциях 400 м, 1500 м и в эстафете 4×200 м вольным стилем. После этих игр завершил свою спортивную карьеру.

## После спорта
После завершения спортивной карьеры Маклейн работал в корпорации «General Mills» и в журнале Life. Из-за рассеянного склероза был вынужден рано уйти на пенсию.
Умер 30 декабря 2020 года в Ипсуиче, Массачусетс.

## Личная жизнь
- Первая жена — Барбара Хэмби, вторая жена — Кэрол Маклейн[2];
- Сестра — Ноэль Маклейн, брат — Тимоти Маклейн[2];
- Сыновья —  Джеймс Маклейн III, Питер Маклейн, Мэтью Маклейн, дочь — Сьюзен Маклейн[2];
- Семь внуков и два правнука[2].

## Награды
- В 1970 году введён в Зал славы мирового плавания[7].